# ملكة جمال الولايات المتحدة الأمريكية 2002
ملكة جمال الولايات المتحدة الأمريكية 2002 (بالإنجليزية: Miss USA 2002)‏ هي مسابقة ملكة جمال الولايات المتحدة الأمريكية الواحدة والخمسين في تاريخ مسابقة ملكة جمال الولايات المتحدة الأمريكية، منذ انطلاقتها عام 1952، عقدت مسابقة في مركز جينيسيس للمؤتمرات في غاري ، إنديانا في 1 مارس 2002. في هذا الحدث توجت شونتاي هينتون من مقاطعة كولومبيا بمسابقة ملكة جمال الولايات المتحدة الأمريكية 2002 من قبل ملكة جمال الولايات المتحدة الأمريكية السابقة كانديس كروغر من ولاية تكساس.
أصبحت هينتون أول امرأة أمريكية من أصل أفريقي تفوز بالمسابقة منذ أن حصلت تشيلسي سميث على اللقب في عام 1995 ، وكانت أول حاملة لقب من مقاطعة كولومبيا منذ عام 1964.

## النتائج

### المراكز النهائية
| النتائج النهائية                          | المتنافسة |
| ----------------------------------------- | --- |

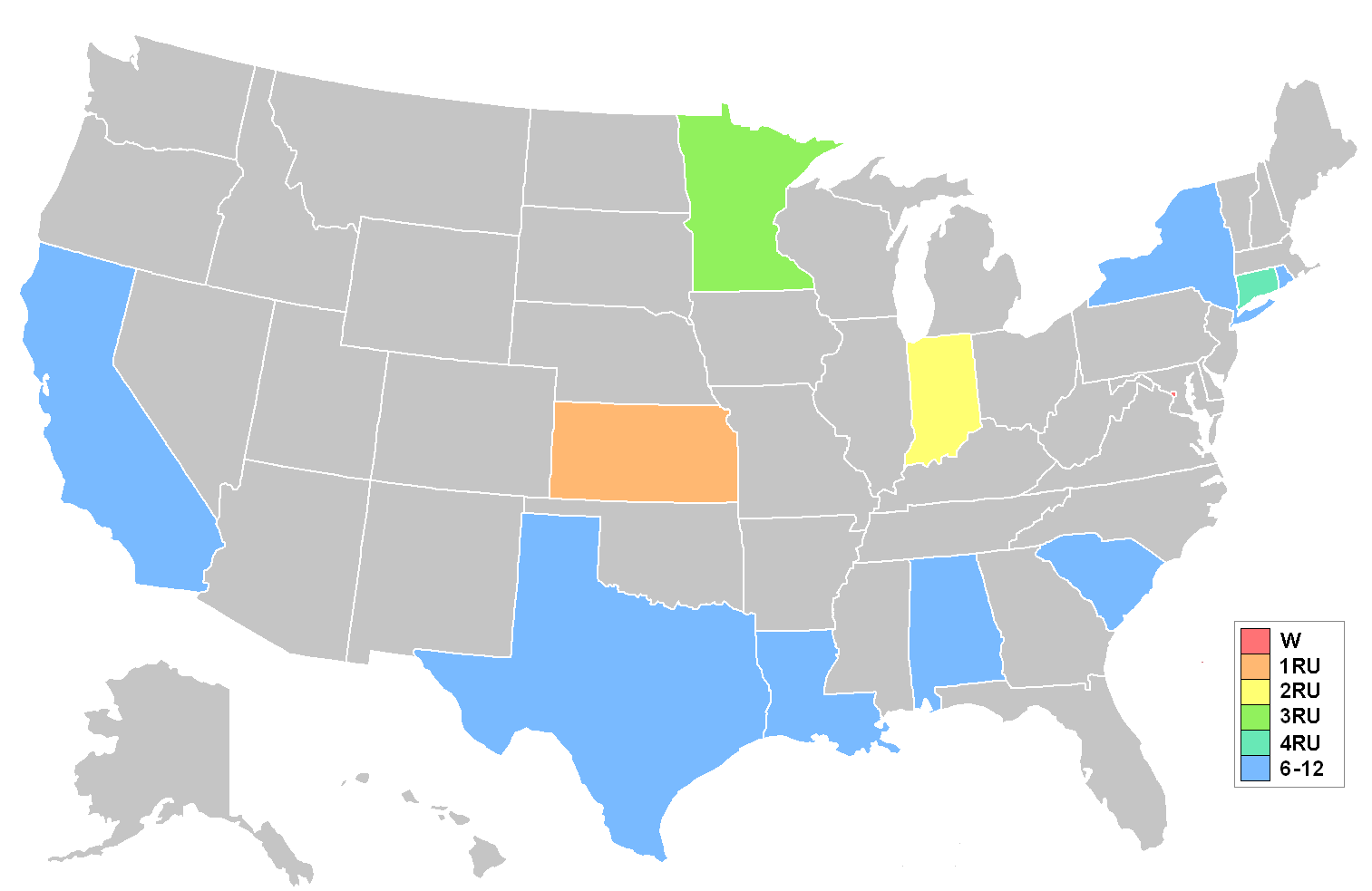
خريطة توضح المراكز حسب الولاية

| ملكة جمال الولايات المتحدة الأمريكية 2002 | - مقاطعة كولومبيا - شونتاي هينتون |
| الوصيفة الأولى                            | - كانساس - ليندساي دوغلاس |
| الوصيفة الثانية                           | - إنديانا - كيلي لويد |
| الوصيفة الثالثة                           | - مينيسوتا - لانور فان بورين |
| الوصيفة الرابعة                           | - كونيتيكت - اليتا حواء داوسون |
| أفضل 12                                   | - كارولاينا الجنوبية - آشلي ويليامز - لويزيانا - آن لين - تكساس - كاسي كيلي - ألاباما - تارا تاكر - رود آيلاند - جانيت ساتون - كاليفورنيا - تاره بيترز - نيويورك - كارلا كافالي |

### جوائز خاصة
| جائزة                   | متنافسة                      |
| ----------------------- | ---------------------------- |
| ملكة جمال اللطافة       | - مونتانا - ميريديث ماكانيل  |
| ملكة جمال الجاذبية      | - فلوريدا - شانون فورد       |
| الأفضل في ملابس السباحة | - مينيسوتا - لانور فان بورين |

### نتائج المسابقة النهائية
| \| الولاية \| ملابس السباحة \| فستان السهرة \| المتوسط \| \| ------------------ \| ------------- \| ------------ \| ------- \| \| مينيسوتا \| 9.48 \| 9.45 \| 9.47 \| \| مقاطعة كولومبيا \| 9.24 \| 9.53 \| 9.39 \| \| كانساس \| 9.06 \| 9.67 \| 9.37 \| \| إنديانا \| 9.42 \| 9.29 \| 9.36 \| \| كونيتيكت \| 9.39 \| 9.29 \| 9.34 \| \| كارولاينا الجنوبية \| 9.41 \| 9.24 \| 9.33 \| \| لويزيانا \| 9.27 \| 9.23 \| 9.25 \| \| تكساس \| 9.12 \| 9.38 \| 9.25 \| \| ألاباما \| 9.17 \| 9.15 \| 9.16 \| \| رود آيلاند \| 9.12 \| 9.13 \| 9.13 \| \| كاليفورنيا \| 9.01 \| 9.17 \| 9.09 \| \| نيويورك \| 8.96 \| 8.94 \| 8.95 \| | ملكة جمال الولايات المتحدة الأمريكية 2002 الوصيفة الأولى الوصيفة الثانية الوصيفة الثالثة الوصيفة الرابعة |              |         |
| الولاية | ملابس السباحة                                                                                            | فستان السهرة | المتوسط |
| مينيسوتا | 9.48 | 9.45         | 9.47    |
| مقاطعة كولومبيا | 9.24 | 9.53         | 9.39    |
| كانساس | 9.06 | 9.67         | 9.37    |
| إنديانا | 9.42 | 9.29         | 9.36    |
| كونيتيكت | 9.39 | 9.29         | 9.34    |
| كارولاينا الجنوبية | 9.41 | 9.24         | 9.33    |
| لويزيانا | 9.27 | 9.23         | 9.25    |
| تكساس | 9.12 | 9.38         | 9.25    |
| ألاباما | 9.17 | 9.15         | 9.16    |
| رود آيلاند | 9.12 | 9.13         | 9.13    |
| كاليفورنيا | 9.01 | 9.17         | 9.09    |
| نيويورك | 8.96 | 8.94         | 8.95    |

## المتسابقات
- ألاباما - تارا تاكر
- ألاسكا - كريستين أوليجنيكزاك
- أريزونا - جينيفر لينز
- أركنساس - أمبر بوتمان
- كاليفورنيا - تارا ماري بيترز
- كولورادو - كيلي جاستون
- كونيتيكت - أليتا داوسون
- ديلاوير - ديبورا آن هوفمان
- مقاطعة كولومبيا - شونتاي هينتون
- فلوريدا - شانون فورد
- جورجيا - هيذر هوجان
- هاواي - جولييت لايت
- أيداهو - هيلاري بول
- إلينوي - أماندا رينولدز
- إنديانا - كيلي لويد
- آيوا - لورين ويلسون
- كانساس - ليندسي دوغلاس
- كنتاكي - إليزابيث أرنولد
- لويزيانا - آن كاثرين ليني
- مين - سو يينغ ليونغ
- ميريلاند - ميستي آدامز
- ماساتشوستس - لاتويا فوستر
- ميشيغان - ريبيكا لين ديكر
- مينيسوتا - لانور فان بورين
- ميسيسيبي - هيذر سوريانو
- ميزوري - ميلانا سكانتلين
- مونتانا - ميريديث ماكانيل
- نبراسكا - ستايسي سكيدمور
- نيفادا - جيني فالديز
- نيو هامبشاير - أودرا باكيت
- نيو جيرسي - روبن ويليامز
- نيو مكسيكو - إلين كولير
- نيويورك - كارلا كافالي
- كارولاينا الشمالية - أليسون إنجلش
- داكوتا الشمالية - إيمي إلكينز
- أوهايو - كيمبرلي مولين
- أوكلاهوما - كاسي هيد
- أوريغون - كريستي والكوسكي
- بنسلفانيا - نيكول بيغهام
- رود آيلاند - جانيت ساتون
- كارولاينا الجنوبية - اشلي ويليامز
- داكوتا الجنوبية - سيتانيا سيروفاتكا
- تينيسي - أليسون ألدرسون
- تكساس - كاسي كيلي
- يوتا - آبي سميث
- فيرمونت - بروك انجوس
- فرجينيا - جولي ليبلي
- واشنطن - كارلي شورتن
- فرجينيا الغربية - أنجيلا دافنبورت
- ويسكونسن - كورتني أوين
- وايومنغ - جيني كروفتس

## روابط خارجية
- موقع ملكة جمال الولايات المتحدة الأمريكية الرسمي